# Laura Klemke
Laura U. Klemke (* 17. April 1981 in Warendorf) ist eine deutsche Gitarristin.

## Werdegang
Laura Klemke entstammt einem musikalisch geprägten Elternhaus. Bereits ihr Urgroßvater trat als Pianist auf, ihre Großmutter und Großtante waren Opernsängerin und Organistin, und auch der Vater und dessen Bruder waren als Berufsmusiker tätig. 1984 trat sie, gemeinsam mit ihrem älteren Bruder Samuel, erstmals öffentlich auf und erhielt ab ihrem vierten Lebensjahr systematischen Gitarrenunterricht von ihrem Vater. Im Jahr 2000 begann sie ihr Studium bei Monika Rost an der Hochschule für Musik Franz Liszt Weimar, das sie im Sommer 2004 mit dem Diplom abschloss. Es folgte ein solistisches Aufbaustudium bei Thomas Müller-Pering sowie ein kammermusikalisches Aufbaustudium bei Monika Rost, beide ebenfalls in Weimar. Im Jahr 2008 erhielt sie das solistische Konzertdiplom.
Laura Klemke spielte in vielen europäischen Ländern, in Nord-, Südamerika und Japan und konnte dort auch an zahlreichen Rundfunksendungen mitwirken. Neben solistischen Auftritten ist sie im kammermusikalischen Bereich oder als Solistin mit Orchestern tätig. Sie konzertiert in diversen Besetzungen, insbesondere mit ihrem Bruder als Guitar Duo Klemke. Das Repertoire umfasst Musik von der Renaissance bis zur Gegenwart. Anzumerken ist auch ihr Interesse an Neuer Musik: Sie arbeitet mit zeitgenössischen Komponisten zusammen und brachte dadurch schon mehrere Werke zu Uraufführungen.
Die intensive Beschäftigung mit handschriftlichem Notenmaterial führte neben ihrer praktischen Tätigkeit auch zu einigen theoretischen Arbeiten, wie z. B. die Erschließung der gesamten Lautenwerke des barocken deutschen Komponisten Adam Falckenhagen für die moderne Gitarre.

## Auszeichnungen
- mehrfache Preisträgerin bei Jugend musiziert
- 3. Preis beim internationalen 3. Anna Amalia Gitarrenwettbewerb für Kinder und Jugendliche in Weimar (1997)
- 2. Preis beim Hamburger-Instrumental-Wettbewerb in Hamburg – Deutschland (1998)
- 2. Preis beim 10º Concorso Chitarristico Internazionale in Viareggio – Italien mit ihrem Bruder in der Kammermusikbewertung (1. Preis wurde nicht vergeben) (2001)
- Sonderpreis Premio S. Pertini beim 12th International Guitar Competition in Savona – Italien (2003)
- 2. Preis und Sonderpreis Carla Minen für die beste Interpretation des Pflichtstückes von Fernando Sor beim 32º Concorso Internazionale di Chitarra Fernando Sor in Rom – Italien (2003)
- 1. Preis beim 33º Concorso Internazionale di Chitarra Fernando Sor in Rom – Italien (2004)
- 2. Preis beim 47th Tokyo International Guitar Competition (1. Preis wurde nicht vergeben) in Tokio – Japan (2004)
- 2. Preis (1. Preis wurde nicht vergeben) als Duo beim 8. Internationalen Musikwettbewerb Bubenreuth (2006)
- 2. Preis und Sonderpreis Musicians’ Award (durch die Orchestermitglieder vergeben) beim JoAnn Falletta International Guitar Concerto Competition 2008 in Buffalo – USA

## Diskografie
- 2000: Sternstunde der klassischen Gitarre (Guitar Duo Klemke)
- 2005: Danza espanola (Guitar Duo Klemke)
- 2006: Paganini, Bach, Ponce, Searle
- 2008: Preludio Nel quale Sono contenuti tutti i Tuoni Musicali